# Nicole de Cock
Nicole de Cock (Zandvoort, 28 december 1965) is een Nederlands illustratrice.

## Levensloop
De Cock werd geboren in Zandvoort. Ze tekende van kind af aan al veel met haar opa. Ze ging naar de school voor fotografie en volgde daarna een vertaalopleiding Frans.
In 1994 werd ze fulltime illustratrice. In 1995 kwam haar eerste boek Stijn, Saar en Kraaltje uit. Ook maakte ze illustraties voor tijdschriften als Grasduinen en Alles kits en voor Sesamstraat. Vriendschap en de natuur spelen een grote rol in haar werk.

## Privé
De Cock is getrouwd en woont met haar man in Haarlem.

## Prijs
- Oktober 2000: Pluim van de maand voor De trippeltjes[2]

- Gemeinsame Normdatei: 140508791
- RKD-Nederlands Instituut voor Kunstgeschiedenis: 474815
- Virtual International Authority File: 107198781
- WorldCat: E39PBJhX3RYkrfPpW7RqKDMVmd